# Valentí Serra de Manresa

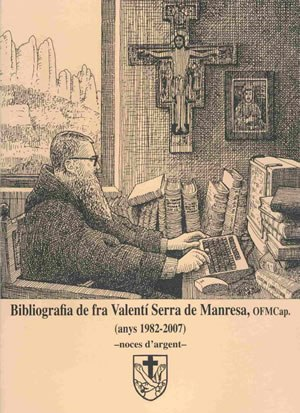
Deckblatt der Bibliographie von Frater Valentí Serra de Manresa

Valentí Serra i Fornell (* 1959 in Manresa, Bages) ist ein katalanischer Kapuziner und Priester. Sein Ordensname ist Valentí Serra de Manresa.

## Biographie
Er wuchs in einer traditionellen katalanischen Familie von Bauern und Farmern auf. 1980 wurde er Kapuziner und legte am 30. Oktober 1982 die Gelübde ab. Nach der theologischen Ausbildung wurde er am 31. Mai 1987 im Kapuzinerkloster von Arenys de Mar zum Priester geweiht. Dann ist er zum Kapuzinerkloster von Sarrià gegangen, wo er heutzutage wohnt. 1995 wurde er Doktor der Geschichte an der Universität Barcelona.
Er ist wissenschaftlicher Partner der Theologiefakultät von Katalonien (2007) und Mitglied des Lehrkörpers der Universität Barcelona (1997). Seit 1987 kümmert er sich um das Archiv der Kapuziner, und er ist Direktor der Bibliothek der spanischen Kapuziner. Er ist Korrespondent in Barcelona der Revue d'Histoire Ecclésiastique (Zeitschrift von Kirchengeschichte) (Université catholique de Louvain) und Mitglied der Redaktion der Zeitschrift Analecta Sacra Tarraconensia (Balmesiana). Er war auch Herausgeber von 1991 bis 2013 des Índice Histórico Español (spanisches geschichtliches Verzeichnis), einer Zeitschrift über bibliographische Kritik, die 1953 von Jaume Vicens Vives gegründet wurde und die vom „Centro de Estudios Históricos Internacionales“ (Zentrum von geschichtlichen internationalen Forschungen) veröffentlicht wird. Er arbeitet regelmäßig mit der Wochenzeitschrift Catalunya Cristiana (christliches Katalonien) zusammen. Seit 2015 nimmt er an der Ausfertigung von dem Kalender vom Frater Ramon, Eremit der Pyrenäen teil, der sehr populär in Katalonien ist. Er schreibt auch die Sektion Cuina de convent (Klosterküche) auf der Zeitung El Jardí de Sant Gervasi i Sarrià. Seit 2017 nimmt er teil an der Rundfunksendung Remeis de l'ermità (Arzneimittel des Eremits) des Senders Fes ta Festa an.

## Forschungsaktivität
Als kritischer Historiker hat er u. a. über die folgenden Themen gearbeitet: Die institutionelle Geschichte der Kapuziner von Katalonien vom Anfang des Hauses Bourbon in Spanien (1700) bis zum Ausbruch des spanischen Bürgerkriegs (1936), die Klarissen der Kapuziner seit ihrer Gründung in Katalonien (1599) bis zum Ende des spanischen Bürgerkriegs (1939), die Entwicklung der franziskanischen Laien, die mit den Kapuzinern verbunden sind, von 1883 bis 1957 und die Geschichte der Überseemissionare der katalanischen Kapuziner (1680–1989). Diese Forschungen erschienen in neun Bänden der Col·lectània Sant Pacià (Pacian-von-Barcelona-Reihe) der Theologiefakultät von Katalonien. Derzeit untersucht er den Anteil der katalanischen Kapuziner an der katalanischen religiösen Volkstradition: die Darstellungen der Geburt Christi und die Volksgebete; die Speisen der Klöster und die Heilpflanzen; die Gartenbaukunst der Ordensbrüder.
Seine Monographien, Beiträge für Sammelpublikationen, Vorworte, wissenschaftliche und populäre Artikel und Kongressvorträge zwischen 1982 und 2007 sind in der Bibliografia de fra Valentí Serra de Manresa, OFMCap. (anys 1982–2007). Noces d'argent (katalanisch) (Bibliographie von Valentí Serra de Manresa, OFMCap. (1982–2007). Silberne Hochzeit) von Dr. Joan Ferrer i Costa und Núria Ferret i Canale O.Virg. (Barcelona 2007) gelistet.

## Wichtigste Werke
- Els caputxins de Catalunya, de l'adveniment borbònic a la invasió napoleònica: vida quotidiana i institucional, actituds, mentalitat, cultura (1700–1814), Barcelona, 1996. (katalanisch)
- Els framenors caputxins a la Catalunya del segle XIX. Represa conventual, exclaustracions i restauració (1814–1900), Barcelona, 1998. (katalanisch)
- La Província de framenors caputxins de Catalunya: de la restauració provincial a l'esclat de la guerra civil (1900–1936), Barcelona, 2000. (katalanisch)
- Les clarisses-caputxines a Catalunya i Mallorca: de la fundació a la guerra civil (1599–1939), Barcelona, 2002. (katalanisch)
- El Terç Orde dels Caputxins. Aportacions del laïcat franciscà a la història contemporània de Catalunya (1883–1957), Barcelona, 2004. (katalanisch)
- Tres segles de vida missionera: la projecció pastoral „ad gentes“ dels framenors caputxins de Catalunya (1680–1989), Barcelona, 2006. (katalanisch)
- El cardenal Vives i l'Església del seu temps, Museu-Arxiu Vives i Tutó, Sant Andreu de Llavaneres, 2007. (katalanisch)
- Aportació dels framenors caputxins a la cultura catalana: des de la fundació a la guerra civil (1578–1936), Barcelona, Facultat de Teologia de Catalunya, 2008 (Col·lectània Sant Pacià, 92). (katalanisch)
- Els caputxins i el pessebre, Barcelona, El Bou i la Mula, 2009. (katalanisch)
- Cuina caputxina. Les pitances dels frares, Barcelona, Ed. Mediterrània, 2010. 2 Auflagen. (katalanisch)
- Pompeia. Orígens històrics d'un projecte agosarat, Barcelona, Ed. Mediterrània, 2010. (katalanisch)
- El caputxí Joaquim M. de Llavaneres (1852–1923). Semblança biogràfica i projecció internacional, Sant Andreu de Llavaneres, Museu-Arxiu Vives i Tutó, 2011. (katalanisch)
- Els caputxins i les herbes remeieres, Barcelona, Ed. Mediterrània 2011. 5 Auflagen. (katalanisch)
- La predicació dels framenors caputxins: des de l'arribada a Catalunya al concili Vaticà II (1578–1965), Barcelona, Facultat de Teologia de Catalunya, 2012(Col·lectània Sant Pacià, 100). (katalanisch)
- Pócimas de capuchino. Hierbas y recetas conventuales, Barcelona, Editorial Mediterrània, 2013. (spanisch)
- Hortalisses i flors remeieres. Les herbes santes dels caputxins, Barcelona, Editorial Mediterrània, 2014. 2 Auflagen. (katalanisch)
- Els frares caputxins de Catalunya: de la Segona República a la postguerra (1931–1942), Barcelona, Facultat de Teologia de Catalunya, 2014. (katalanisch)
- La parròquia de Sant Joan de la Creu. L’acció pastoral dels caputxins al barri del Peu del Funicular de Vallvidrera (Barcelona, 1950–2015). Bilder von Joan Devesa. Prolog von Conrad J. Martí. Barcelona, Editorial Mediterrània, 2015. (katalanisch)
- Cocinar en tiempos de crisis. Recetas frailunas y guisados populares. (Colección El Ermitaño, 1), Barcelona, Edicions Morera, 2015. (spanisch)
- Cuinar en temps de crisi. Receptes de frare i guisats populars. (Col·lecció l’Ermità, 1), Barcelona, Edicions Morera, 2015. (katalanisch)
- La huerta de San Francisco. Horticultura y floricultura capuchina, Barcelona, Editorial Mediterrània. 2016. (spanisch)
- Tornar als remeis de sempre. Pocions, ungüents i herbes medicinals. (Col·lecció l’Ermità, 4), Barcelona. Edicions Morera, 2017. 4 Auflagen (katalanisch)
- El huerto medicinal. Sabiduría capuchina de la A a la Z. Barcelona: Editorial Mediterrània. 2018 (spanisch)
- Catazònia. Els caputxins catalans a l'Amazònia. Barcelona: Museu de Cultures. 2018. (katalanisch)
- El llibre de la mel. Apicultura popular i plantes mel·liferes (Col·lecció L'Ermità 7). Edicions Morera, Barcelona 2019. (katalanisch)
- Cuina pairal i conventual. (Col. Rebost i Cuina, 20). Farell editors. 2019. (katalanisch)
- El nostre pessebre. Tradició, història i simbolisme. Barcelona. Edicions Mediterrània. 2019. (katalanisch)
- Liturgia cartujana (Fr. Josep Oriol de Barcelona i Fr. Valentí Serra de Manresa, coautors) (Cuadernos Phase, 256). Barcelona. Centre de Pastoral Litúrgica. 2020. (spanisch)
- Entrem dins del pessebre. Un petit univers a les teves mans (Col·lecció L’Ermità, 11). Edicions Morera. Barcelona. 2022.(katalanisch)
- Viatge a Terra Santa (1930) pel R. P. Marc de Castellví, caputxí. Jordi Vidal, editor. Introducció de Fra Valentí Serra de Manresa (Documents, 123). Bellaterra. Universitat Autònoma de Barcelona. 2022.(katalanisch)
- La volta al món del caputxí Joaquim Maria de Llavaneres (1852-1923). Sant Andreu de Llavaneres. Museu-Arxiu Vives i Tutó. 2023.(katalanisch)
- Passió per la Setmana Santa. Festes i tradicions (Col·lecció L’Ermità, 13). Edicions Morera. Barcelona. 2023.(katalanisch)
- Quatre segles de vida caputxina, 1578-1968. Barcelona: Eds. Morera 2024.(katalanisch)
- Missa et mensa. Saboroses pitances i altres secrets de la cuina de convent. Barcelona: Albada Edicions. 2025. (katalanisch)

In Vorbereitung
- Cuina vegetariana popular. (Col·lecció l’Ermità). Barcelona: Eds Morera.(katalanisch)
- La Botica del Ermitaño. Diccionario de plantas medicinales. Edicions Morera. Barcelona. (spanisch)

### Allgemein
- Webseite der katalanischen Kapuziner von Katalonien und Balearen (katalanisch).
- Webseite der Theologiefakultät von Katalonien (katalanisch).
- Webseite des Verlags Mediterrània (englisch).
- Webseite von Ràdio Estel (christlicher katalanischer Rundfunk) (katalanisch).
- Webseite von Catalunya Cristiana (christliche katalanische wöchentliche Publikation) (katalanisch).

### Biographisch
- Frater Valentí Serra de Manresa in „La Contra“ von La Vanguardia (spanisch).
- La glòria humana (katalanisch) (Die Herrlichkeit des Menschen), Artikel über Frater Valentí Serra de Manresa in La Vanguardia von Arturo San Agustín.
- Kleines Interview von El Periódico de Catalunya (spanisch).
- Fra Valentí i el coneixement (Frater Valentí und das Wissen), Artikel über Frater Valentí in Ara (katalanisch).
- Biographisches Interview zu Frater Valentí auf der Sendung Signes del Temps von TV3 (16. Juli 2017) (katalanisch).

### Forschung
- Öffentliche Vorstellung des Buches Aportació dels framenors caputxins a la cultura catalana: des de la fundació a la guerra civil (1578–1936) (katalanisch) (Beitrag der Kapuziner zur katalanischen Kultur: seit ihrer Gründung bis zum spanischen Bürgerkrieg (1578–1936)).
- Artikel in El Punt Avui (katalanische Zeitung) (08. August 2020) über Junípero Serra (katalanisch).

### Volkskultur
- Vortrag über das Hygrometer, das als Der Mönch des Wetters bekannt wird. (katalanisch).
- "En el pessebre trobem la nostra existència". Catalunya Religió. 01-01-2020. Theologischer und existentieller Vortrag über die Weihnachtskrippe. (katalanisch)
- Vorstellung des Buches Missa et mensa. Vilaweb. 30.04.2025. (katalanisch)

### Heilpflanzen
- Öffentliche Vorstellung des Buches Els caputxins i les herbes remeieres (katalanisch) (Die Kapuziner und die Heilpflanzen).
- Manel Fuentes interviewt Frater Valentí Serra de Manresa, Verfasser des Buches „Els Caputxins i les herbes remeieres“ (Die Kapuziner und die Heilpflanzen)(katalanisch) in Catalunya Ràdio.
- „Frater Valentí Serra de Manresas Apotheke“ in Regió 7 (örtliche katalanische Zeitung) (katalanisch).
- Frater Valentí Serra spricht über Heilpflanzen in der Sendung von TV3 Espai Terra (katalanisch).
- Öffentliche Vorstellung des Buches Hortalisses i flors remeieres. Les herbes santes dels caputxins (Grünes Gemüse und Heilblumen. Die heiligen Kräuter der Kapuziner) (katalanisch).

### Honig
- Vorstellung des Buches El llibre de la mel. Apicultura popular i plantes mel·líferes (Buch über Honig. Volksbienenhaltung und Honigpflanzen) (katalanisch).
- Vorstellung des Buches El llibre de la mel. Apicultura popular i plantes mel·líferes (Buch über Honig. Volksbienenhaltung und Honigpflanzen) auf der Girona-Fernsehen (9. Juli 2019) (katalanisch).